# ریچارد وارد (بازیگر)
ریچارد وارد (به انگلیسی: Richard Ward) (زاده ۱۵ مارس ۱۹۱۵-درگذشته ۱ ژوئیهٔ ۱۹۷۹) بازیگر آمریکایی بود.
از فیلم‌های معروف او می‌توان به بازی در فیلم مندینگو و احمق اشاره کرد.